# Миллес, Карл
Карл Миллес (швед. Carl Emil Wilhelm Milles; настоящая фамилия Андерссон; 23 июня 1875, Книвста — 19 сентября 1955, Стокгольм) — шведский скульптор, знаменитый в большей мере своими фонтанами. Он был женат на художнице Ольге Миллес, являлся родным братом скульптора Рут Миллес и сводным братом архитектора Эверта Миллеса.
Карл Миллес создал статую Посейдона в Гётеборге, статую короля Швеции Густава I Васа в Скандинавском музее, скульптурную группу «Орфей» с внешней стороны Стокгольмского Концертного Зала и скульптуру Фольке Фильбютера в Линчёпинге. Последний изображен на марке, которая была выпущена в 1975 г., в ознаменование столетия мастера. Миллесгорден стал его последним домом и в настоящее время является музеем.

## Творческий путь Миллеса в Париже и Швеции
Миллес родился близ Уппсалы в 1875 г. В 1897 г. он выбрал для себя, как ему казалось, временное пристанище в Париже на пути в Чили, где должен был руководить гимнастической школой. Тем не менее, он остался в Париже, где начал изучать искусство, работать в студии Огюста Родена и постепенно стал получать признание в качестве скульптора. В 1904 г. он вместе с Ольгой переехал в Мюнхен.
Два года спустя они обосновались в Швеции, купив в собственность землю на утесе Херсеруд в Лидингё, большом острове недалеко от Стокгольма. Там был разбит Миллесгорден между 1906 и 1908 гг., который стал частной резиденцией и рабочей зоной скульптора. Впоследствии, в 1936 г., это имение было даровано шведскому народу, спустя пять лет после того, как Миллес отправился покорять Америку и Кранбуркскую академию искусств в Блумфилд-Хилс.
На Всемирной выставке в Париже (1925) Карл Миллес был удостоен высшей награды — Гран При по классу скульптуры.

## Миллес в Америке
В 1931 г. американский издатель Джордж Гу Бут привез Миллеса в Кранбуркское образовательное сообщество, Блумфилд-Хилс, Мичиган, чтобы тот имел возможность работать в качестве скульптора на территории имения. Часть соглашения Бута с его художниками состояла в том, что они, как ожидалось, сотворят главные свои работы вне Кранбругской среды.
Скульптурная группа фонтанов Миллеса «Свадьба вод» в Сент-Луисе, Миссури, символизирует слияние рек Миссури и Миссисипи. Заказанный скульптору в 1936 г. и представленный в мае 1940 г. горожанам фонтан вызвал громкие споры из-за своих игривых, где-то неуважительных, голых, почти карикатурных образов. Миллес задумывал создать эту группу в честь торжества по случаю бракосочетания с бесспорным сексуальным подтекстом. Местные государственные служащие настояли на том, чтобы название было изменено на «Встречу вод».
Перед стенами Зала правосудия им. Франка Мерфи в Детройте находится статуя Миллеса «Рука Бога», которая была высечена в честь Франка Мерфи, мэра Детройта, Губернатора Мичигана и члена Верховного Суда Соединенных Штатов. Статуя была помещена на пьедестал с помощью скульптора Маршала Фредерикса. Статуя выполнена по заказу Профсоюза работников автомобильной промышленности (США) и оплачена частными пожертвованиями его членов.
Иногда скульптуры Миллеса оскорбляли американскую чувствительность и во время предварительного соглашения с клиентом на нём уже стояло клеймо мастера «фигового листа».

## Последнее пристанище Миллеса
Миллес и его жена вернулись в Швецию в 1951 г., где проводили в Миллесгордене каждое лето до самой смерти Миллеса в 1955 г. Зимой они жили в Риме, где Американская академия предоставляла им в пользование студию. Миллес и его жена Ольга, которая умерла в 1967 г. в Граце, Австрия, захоронены в небольшой каменной часовне, спроектированной Миллесом в Миллесагордене. Ввиду того, что шведский закон требует погребения на святой земле, потребовалось содействие в признании могилы на выбранной территории правящего в то время короля Густава VI Адольфа. Король, друг Миллесов, и преданный садовник, помогли высадить сад в месте захоронения.

## Скульптуры

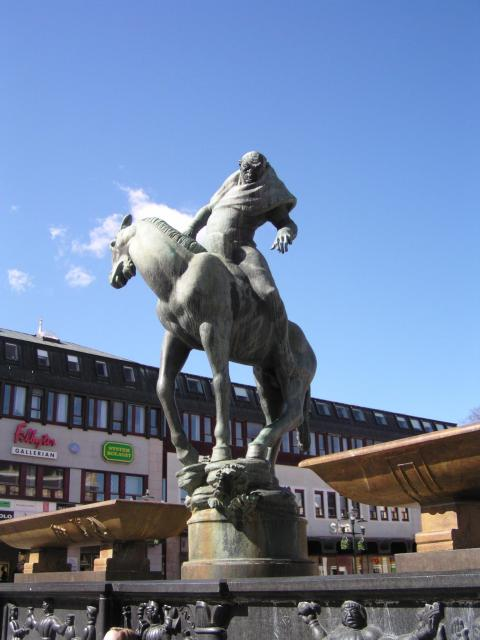
Фольке Фильбютер, Линчёпинг
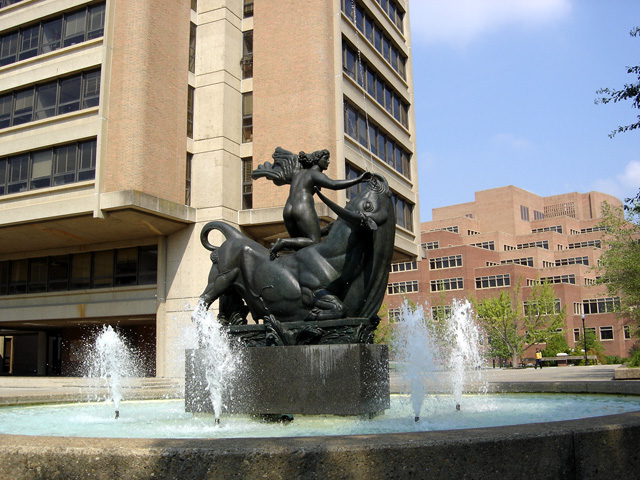
Похищение Европы, Теннесси.
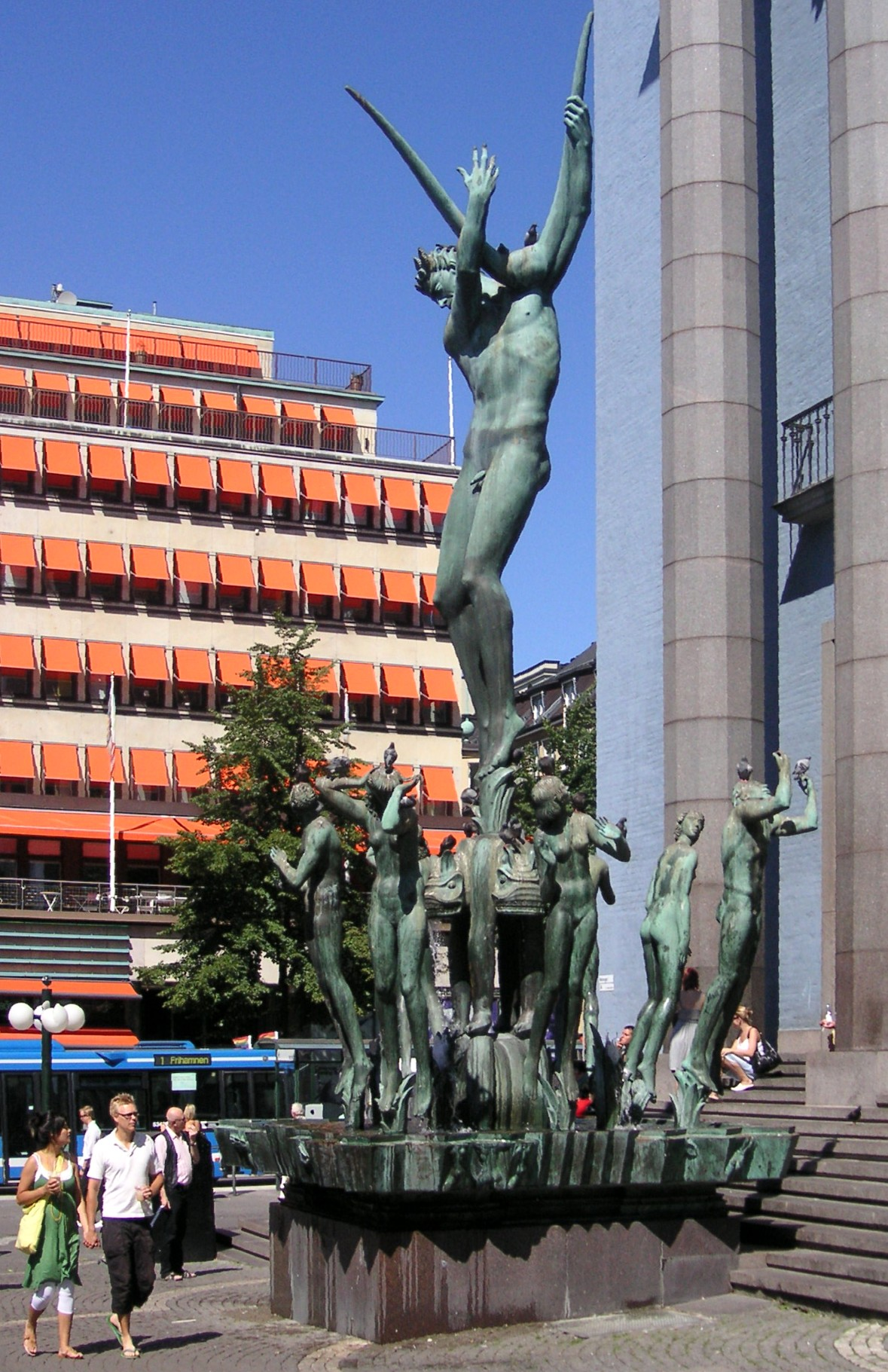
Орфей, Стокгольм
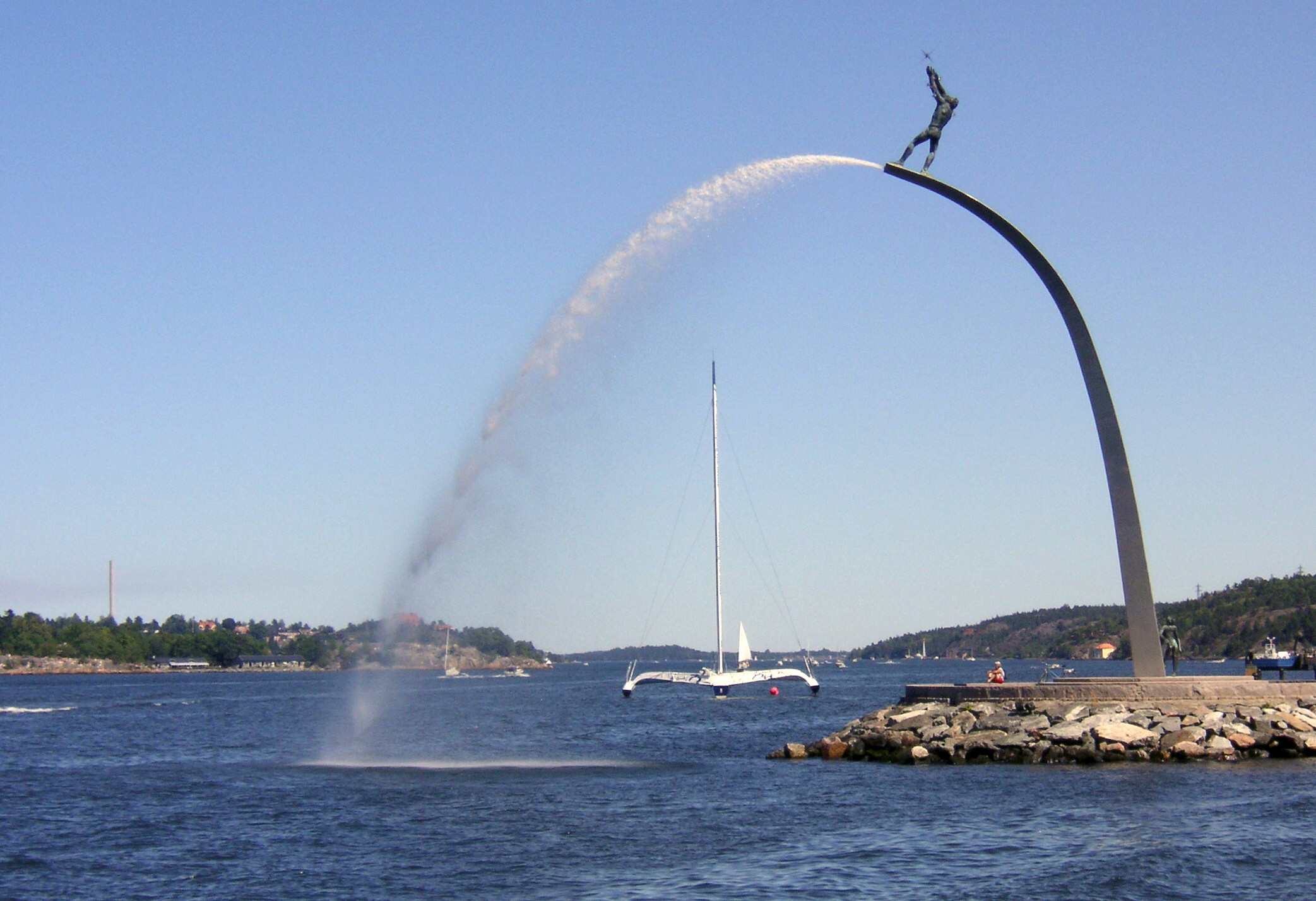
Бог, наш Отец, на Радуге
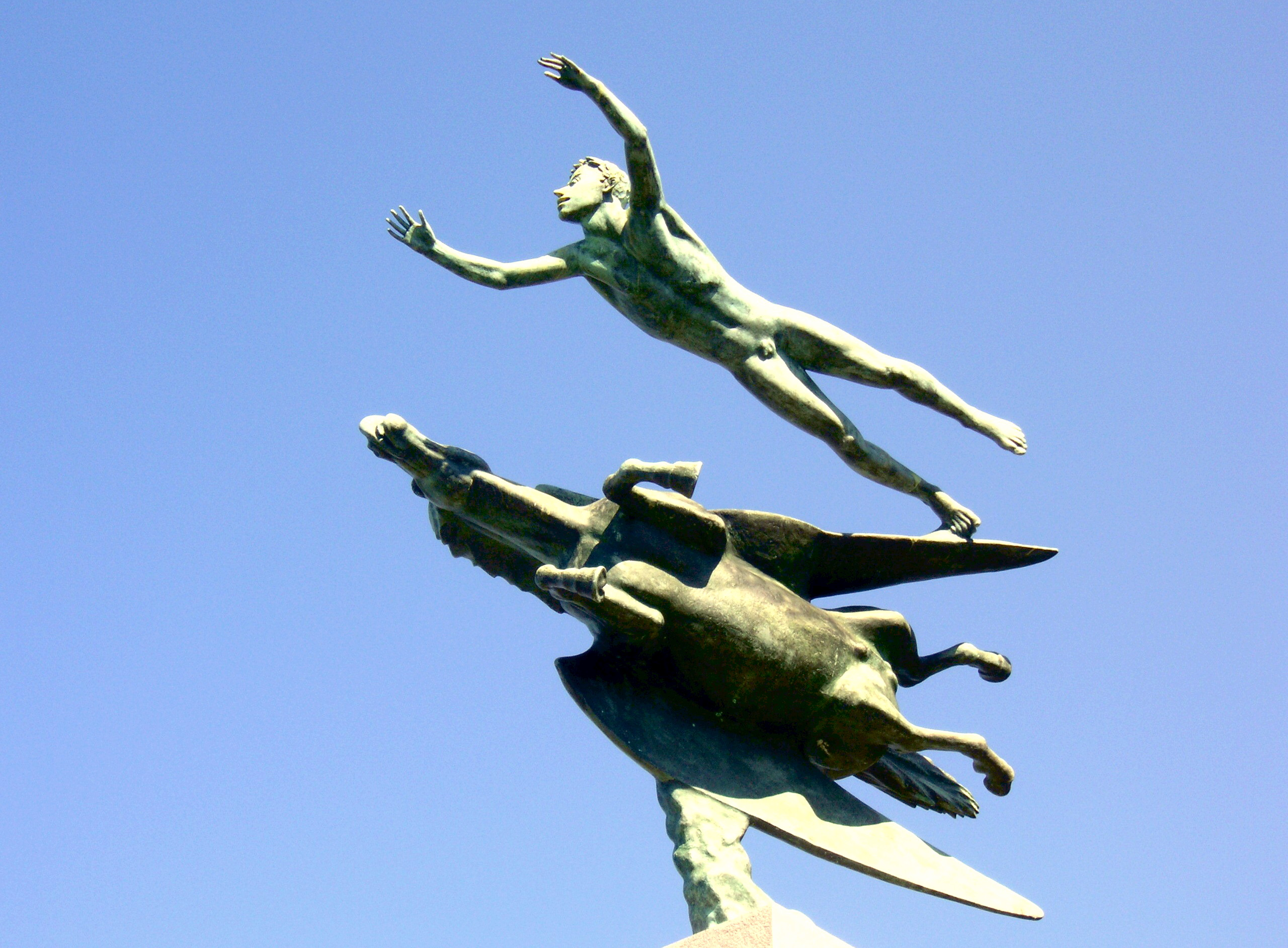
Человек и Пегас, Миллесгорден
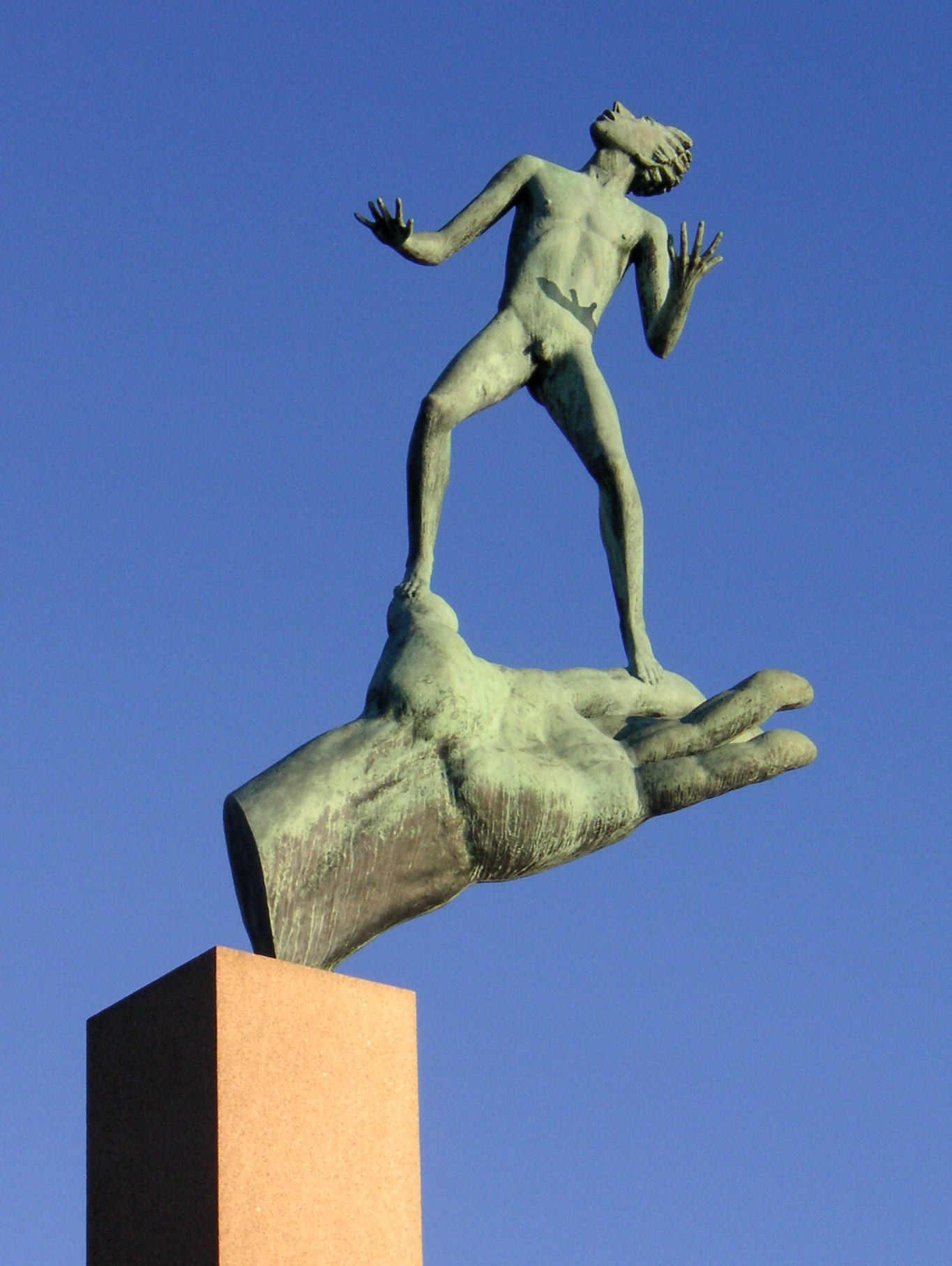
Рука Бога, Миллесгорден
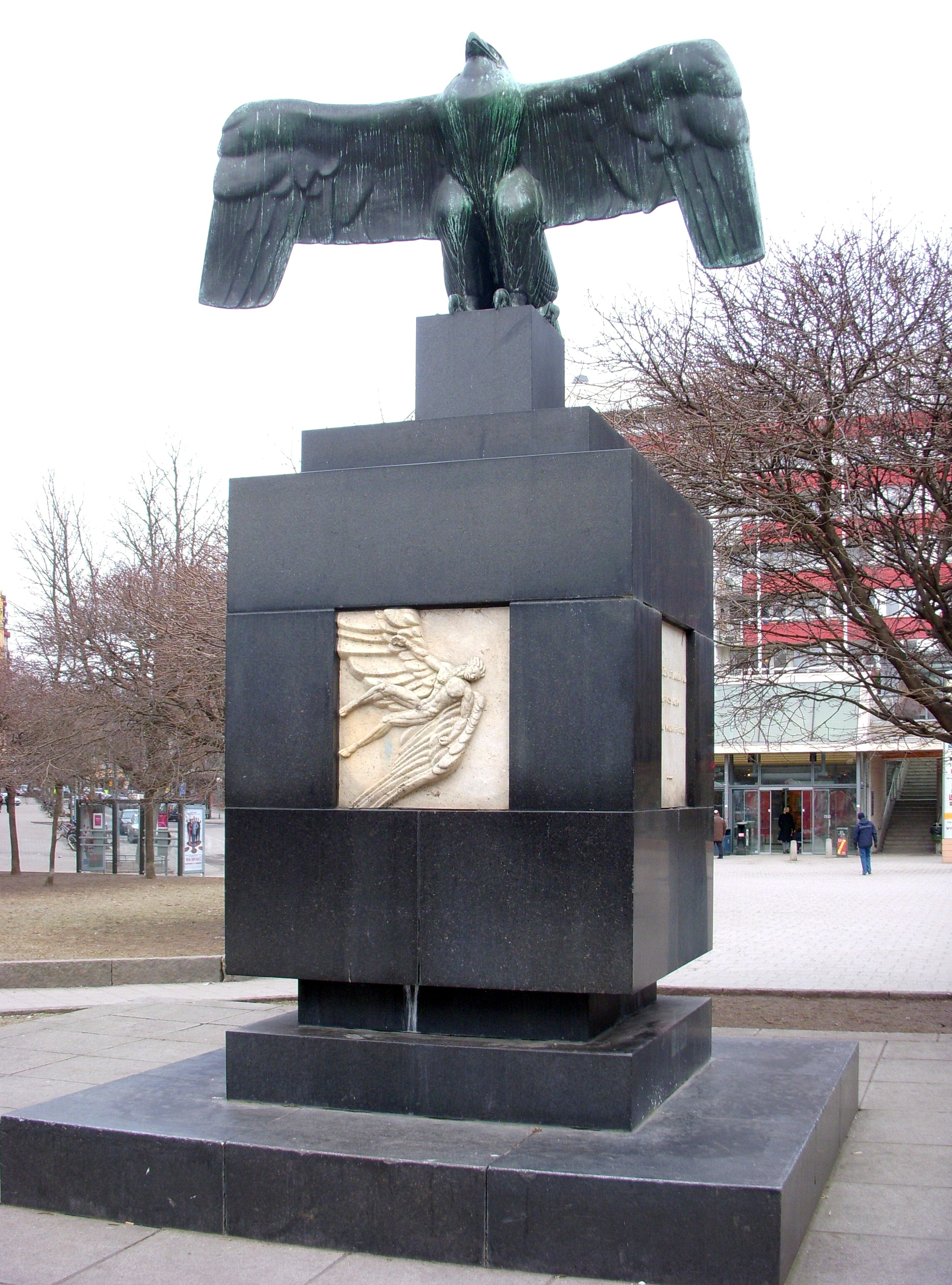
Памятник авиатору (Стокгольм)